# Dendrobium ponapense
Dendrobium ponapense är en orkidéart som beskrevs av Rudolf Schlechter. Dendrobium ponapense ingår i släktet Dendrobium, och familjen orkidéer. Inga underarter finns listade i Catalogue of Life.